# Arena Juscelino Kubitschek
A Arena Urbano Brochado Santiago, atualmente também conhecida como Arena UniBH, é o ginásio poliesportivo do Minas Tênis Clube. O ginásio também é conhecido como Arena do Minas ou Arena da Rua da Bahia. Também já foi denominado Arena Vivo e Arena Telemig Celular, devido à exploração comercial do direito de nome. Atualmente, por uma parceria com o Centro Universitário de Belo Horizonte (UniBH), o ginásio é denominado Arena UniBH.
Ele está localizado no bairro de Lourdes, em Belo Horizonte, e faz parte do complexo do Minas I, uma das sedes sociais do clube. O ginásio ocupa uma área de mais de 7.000 m², com dois níveis de arquibancadas fixas, um de arquibancada retrátil e uma quadra poliesportiva, e tem capacidade para receber mais de quatro mil e quatrocentas pessoas nos mais variados tipos de eventos (esportivos, sociais, culturais). 
Em 2002 foi sede da primeira edição do Troféu Brasil Interclubes de Judô, com a participação de 44 clubes de todo Brasil e aproximadamente 240 judocas.

## História
A arena se localiza onde antes havia o ginásio Juscelino Kubitschek, o primeiro grande ginásio de Belo Horizonte, projetado pelo arquiteto Rafael Hardy. Sua construção se iniciou em 1949 a cargo dos engenheiros Romeo di Paoli e Alfredo Carneiro Santiago. A maior parte da estrutura do Minas Tênis Clube já estava pronta, e todos os fins de semana a obra do ginásio atraía visitantes. O antigo ginásio havia sido inaugurado em 1952 com a realização dos Jogos Universitários Brasileiros.